# Форосский поселковый совет
Форосский поселковый совет (укр. Фороська селищна рада, крымскотат. Foros qasaba şurası) — административно-территориальная единица в подчинении Ялтинского горсовета АР Крым Украины (фактически до 2014 года); ранее до 1991 года — в  составе Крымской области УССР в СССР, до 1954 года — в составе Крымской области РСФСР в СССР, до 1945 года — в составе Крымской АССР РСФСР в СССР.
Население Форосского поссовета на 2012 год — около 2,5 тыс. человек, по результатам переписи 2001 года — 2,8 тыс. человек. Площадь совета 13,2 км².
Поссовет к 2014 году включал 2 посёлка городского типа — Форос и Санаторное и посёлок Олива.
В рамках российского административно-территориального деления Крыма, созданного в 2014 году, Форосский поселковый совет был упразднён, а его территория входит в городской округ Ялта; в структуре администрации Ялты создан Форосский территориальный орган.

## Достопримечательности
На территории поссовета расположено несколько государственных дач, на одной из которых (так называемый объект «Заря», Государственная дача № 11) во время попытки государственного переворота в августе 1991 находился президент СССР Михаил Горбачёв. После распада СССР данный объект перешёл под юрисдикцию Украины. Над посёлком Форос, на старом автомобильном шоссе Ялта — Севастополь, находится Форосская церковь, восстановленная в 90-х годах XX — начале XXI века, со смотровой площадки которой открывается вид на морское побережье, перевал Байдарские ворота.
На западе расположена дача Тессели, подарок советского правительства Максиму Горькому. Он часто приезжал сюда в 1933—1936 годах. Здесь же была дописана эпопея «Жизнь Клима Самгина».